# Схонревурд
Схонревурд (нидерл. Schoonrewoerd) — деревня в голландской провинции Утрехт. Она входит в состав муниципалитета Вейфхеренланден и расположена примерно в 25 км к югу от города Утрехт. В Схонревурде производится сыр Леердам.
До 1986 года это был отдельный муниципалитет в провинции Южная Голландия, затем он стал частью Лердама.
Впервые деревня упоминается в XIV веке как Scoenrewrth, что означает «красивый терп (искусственный живой холм)». Схонревурд развивался вокруг церкви на песчаной гряде, пересекаемой границей Лердам — Эвердинген. Центр деревни возвышается примерно на три метра. Башня церкви датируется XIV веком. Сама церковь была повреждена войной в 1672 году и штормом в 1674 году, и содержит мало старых элементов. В 1840 году в Схонревурде проживало 239 человек. Крупнейшим работодателем является сыроварня.

## Галерея

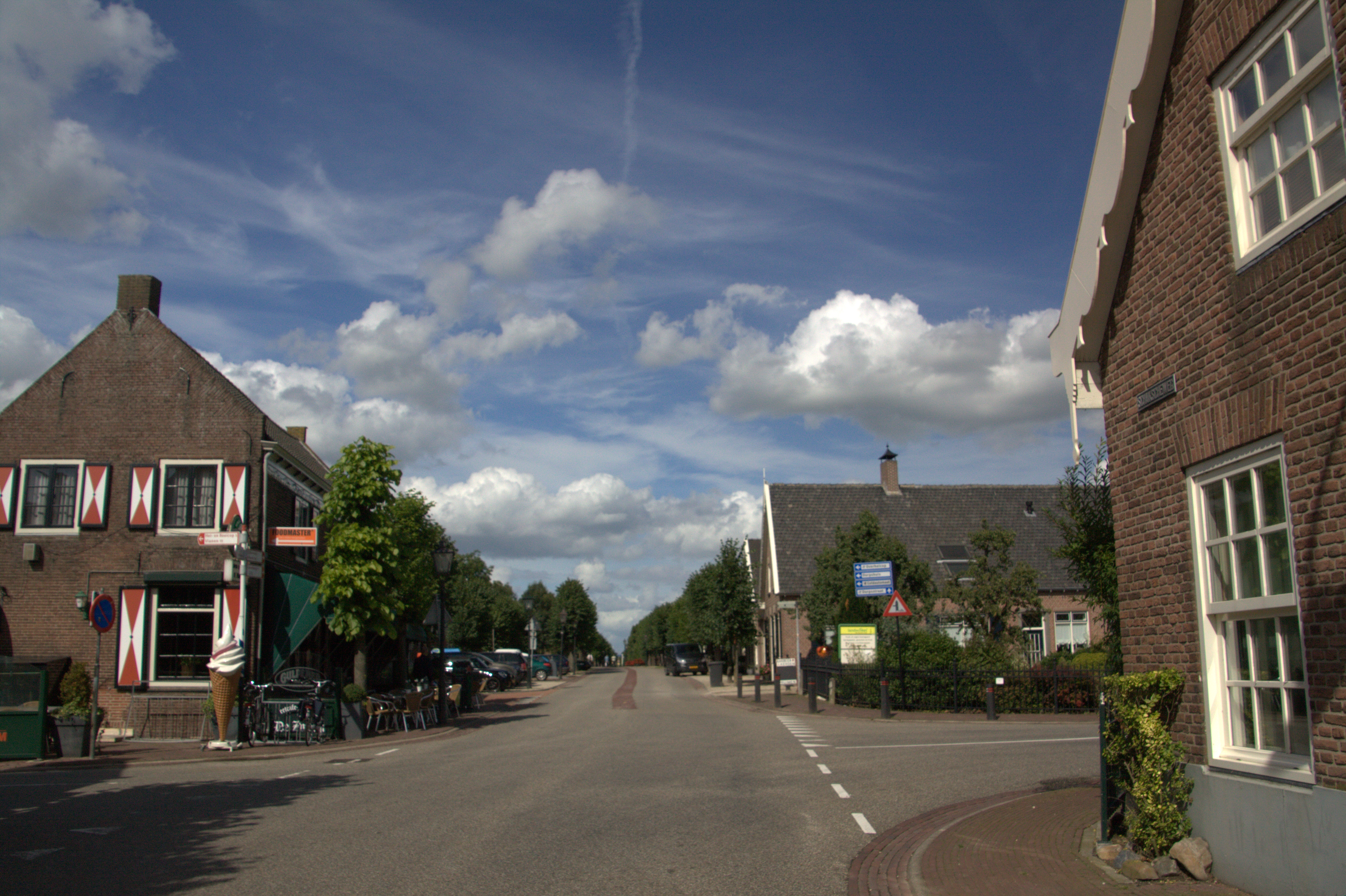
Вид улицы
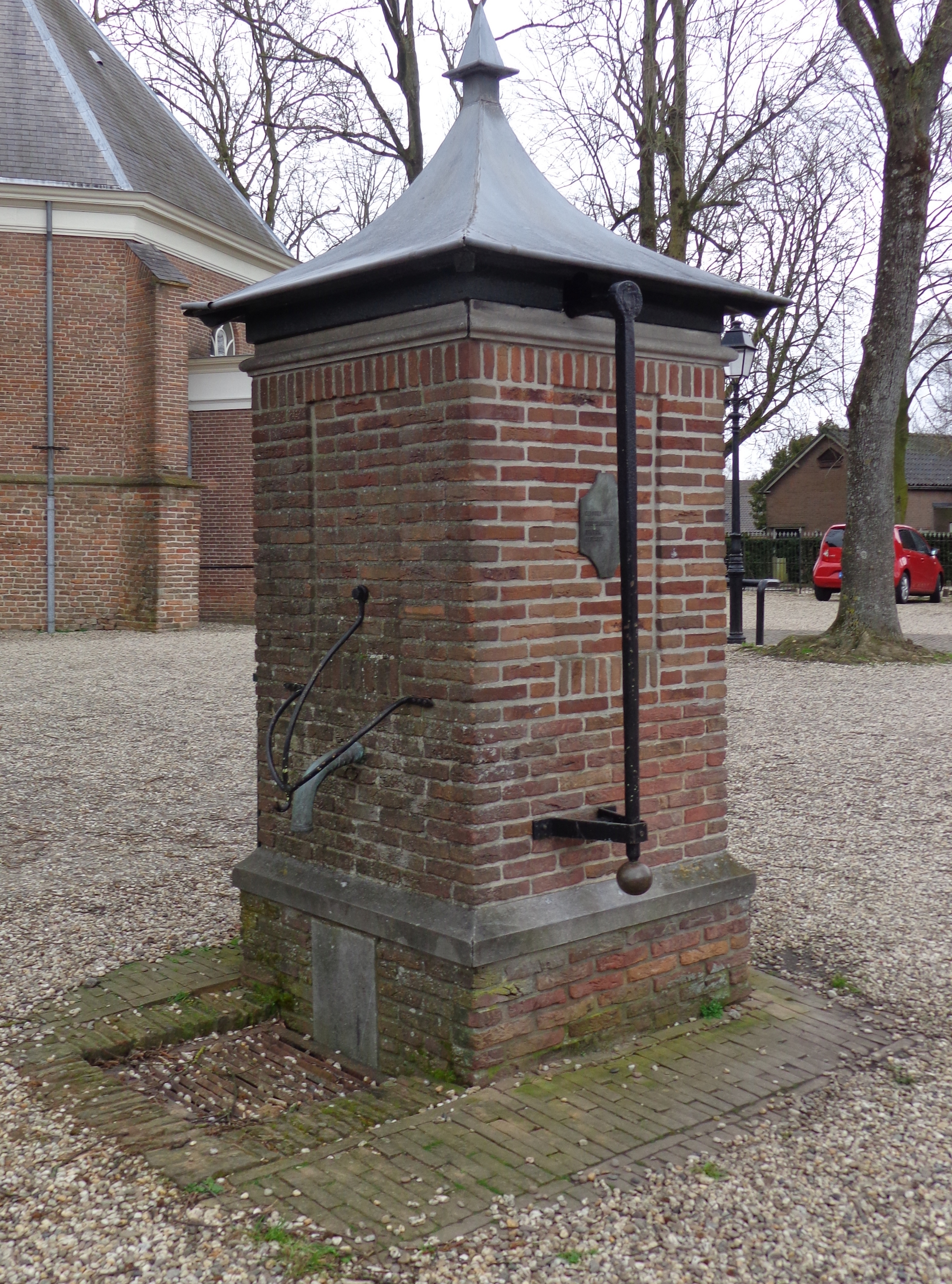
Деревенский насос
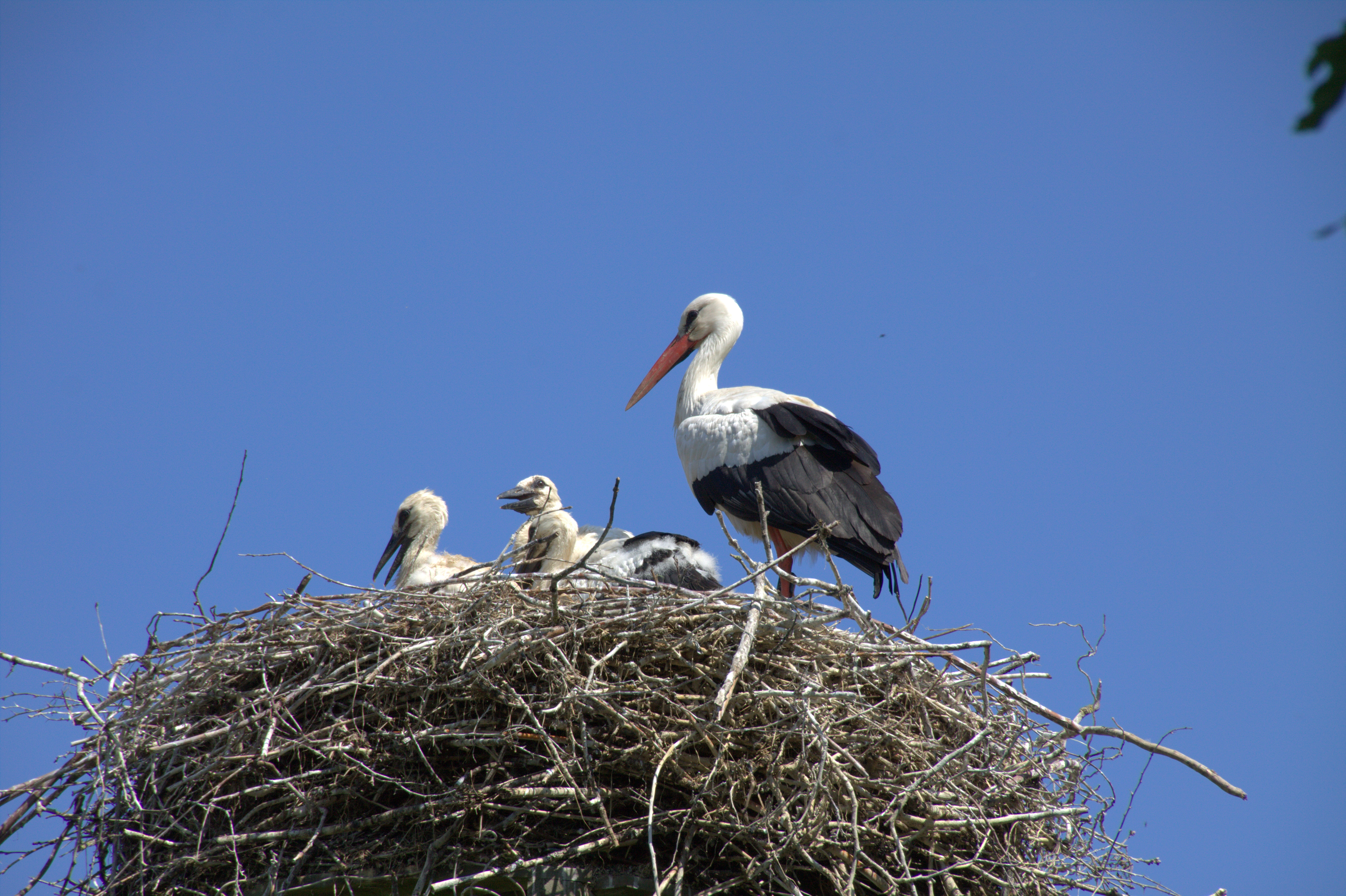
Аисты на гнезде
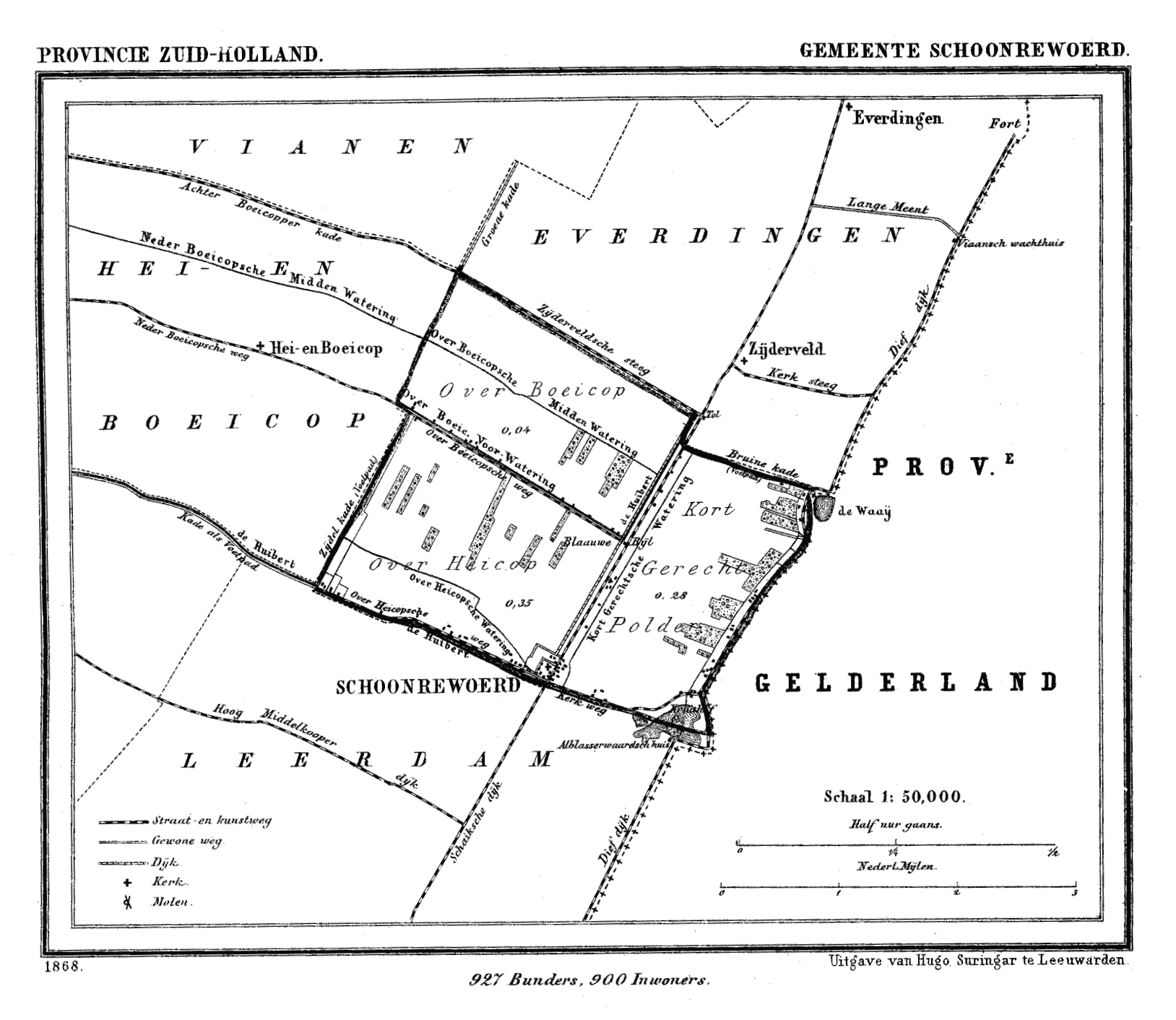
Схонревурд в 1868 году